# Tommy Hunt
Pour les articles homonymes, voir Hunt.
Charles James Hunt, dit Tommy Hunt, né le 18 juin 1933 à Pittsburgh (Pennsylvanie) et mort le 12 février 2025, est un chanteur américain de soul et R&B, ayant fait partie du groupe américain The Flamingos.

## Biographie

### Premières années
Né en juin 1933, Tommy Hunt commence sa vie avec sa mère et ses trois sœurs à Pittsburgh, où ses proches et camarades de classe le surnomment Tommy. Il se met à chanter très jeune pour sa famille et les amis de sa mère, à l'âge de sept ans ; à la même époque, sa famille va régulièrement à une petite église à la campagne, pas loin de sa demeure, appelée la Peace and Heaven Baptist Church. Ayant supplié de le laisser rejoindre la chorale de l'église, Hunt devient le plus jeune membre à chanter dans la chorale. Très passionné de musique, il pratique le chant pendant des heures et participe à des concours de talents. Il fait souvent l'école buissonnière et néglige ses devoirs en passant son temps à chanter. Pour veiller à ce qu'il suive des cours de manière régulière, Hunt est envoyé par sa mère à une école de réforme ; il en sort à l'âge dix ans. Peu après, il déménage avec sa famille à Chicago.

### Carrière
Encore adolescent au début des années 1950, après un passage dans l'Armée de l'Air des États-Unis, Tommy Hunt déserte pour être auprès de sa mère visiblement malade ; il purge une peine de prison pour son acte.
Après sa libération, il retourne à Chicago et forme un groupe appelé The Five Echoes. Lors d'une performance dans un club, il est découvert par Ezikiel "Zeke" Carey, issu du groupe The Flamingos, qui lui demande de prendre sa place, comme il l'avait récemment été élaboré. Hunt accepte de le remplacer et intègre le groupe en octobre 1956. Il participe à plusieurs chansons enregistrées du groupe dont une des plus célèbres En 1959, leur plus grand succès était I Only Have Eyes For You, qui reste à cette date la chanson la plus populaire du groupe, et figure sur des musiques de films et des albums-compilations.
Tommy Hunt quitte le groupe en 1961 en raison de ses différences musicales, mais quelques jours après son départ, il est contacté par un autre artiste Luther Dixon et sort un premier disque solo Parade Of Broken Hearts, qui tarde à être repris par les stations de radio. À New York, un disc-jockey appelé Jocko Henderson présente la chanson, mais a joué sa chanson en face B Human par erreur. La chanson est un hit à succès aux États-Unis. 
Tommy Hunt est devient un performant régulier à Apollo Theater dans la ville de New York aux côtés d'autres artistes tels que Jackie Wilson, Marvin Gaye, Ray Charles, Diana Ross & The Supremes, The Shirelles, Dionne Warwick, Chuck Berry, Bo Diddley et Sam & Dave. Au meilleur de sa connaissance, Hunt reste la seule personne à avoir sa photo encadrée deux fois dans le hall d'accueil de The Apollo, à la fois avec The Flamingos et en tant qu'artiste solo. Il change label en 1964 et signe un contrat avec le label Dynamo Records pour une durée de deux ans. Plusieurs années plus tard et après de nombreux hits mineurs, Hunt chante pour l'armée américaine en Allemagne. En 1969, il quitte son pays natal, retourne en Allemagne, puis voyage à travers la Belgique et la Manche pour s'installer au Royaume-Uni.
Au milieu des années 1979, après plusieurs spectacles dans les clubs de théâtre à travers le Royaume-Uni, Tommy Hunt chante à l'occasion du deuxième anniversaire du Wigan Casino, et il gagne du succès sur la scène en tant qu'artiste de northern soul. Tommy Hunt est découvert par Russ Winstanly et Mike Walker au casino et publie plusieurs de ses hits sur Spark Records. La première chanson à succès est une reprise d'une chanson autrefois chantée par Roy Hamilton, intitulé Crackin 'Up. Il a culminé à la 39e place dans le UK Singles Chart en octobre 1975. Elle a été suivie par une autre chanson notable Loving On The Losing Side qui se classe 28e au Royaume-Uni, en 1976. Son autre chanson, A Beautiful Morning, qui atteint 44e dans les classements au Royaume-Uni en décembre 1976.
Vers 1982-1983, Tommy Hunt se voit être le chanteur de l'année, présenté par le Club Mirror.

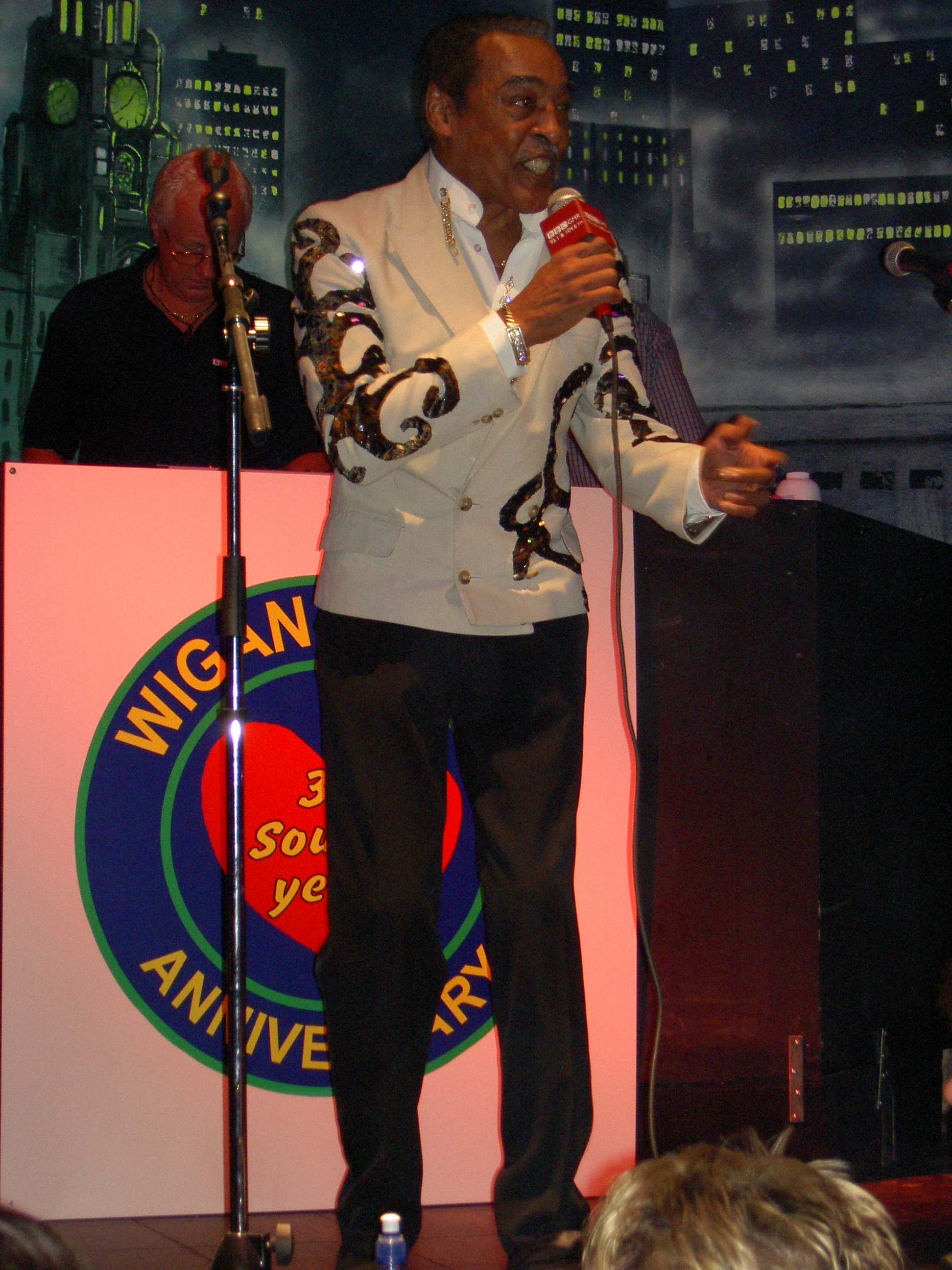
Tommy Hunt en 2002.

Avec le déclin de la northern soul, les spectacles diminuent et Tommy Hunt emménage à Amsterdam aux Pays-Bas en 1986 et parcourt le monde. En 1996, il est inclus dans la Rhythm and Blues Foundation Lifetime Achievement Award pour sa contribution à la musique en tant que membre des Flamingos. En 1997, Hunt revient au Royaume-Uni.
Des années plus tard, après être occupé de l'écriture des chansons, Hunt écrit son autobiographie intitulée Only Human, Mon Soulful Life avec Jan Warburton qui la publie en décembre 2008 ; dans le livre Tommy Hunt raconte la façon dont il a vécu les combats de sa famille, l'école de réforme, la prison, la faillite, la cocaïne, ses performances sur la musique soul partout dans le monde et ses enregistrements chansons en trois décennies. Plus récemment, Tommy Hunt, qui est le seul membre vivant du groupe The Flamingos issu de ses premières formations, a organisé un nouveau spectacle sous le nom de Tommy Hunt & The New Flamingos, avec les membres du groupe vocal espagnol Velvet Bougies. Ce spectacle est présenté le 3 juin 2011 lors du Screamin' Summer Festival tenue à Barcelone en Espagne.

## Discographie

### Singles

#### Singles américains
- 1961 : Parade / Of Broken Hearts (Specter 1219)
- 1962 : The Door Is Open / I'm Wondering (Specter 1226)
- 1962 : So Lonely / The Work Song (Scepter 1231)
- 1962 : Didn’t I Tell You She’ll Hurt You / Poor Millionaire You’re So Fine (Scepter 1235)
- 1962 : And I Never Knew / I Just Don't Know What To Do With Myself (Scepter 1236)
- 1963 : Do You Really Love Me / Son, My Son (Scepter 1252)
- 1963 : I Am A Witness / I'm With You (Scepter 1261)
- 1964 : It’s All A Bad Dream / You Made A Man Out Of Me (Scepter 1275)
- 1965 : I Don’t Want To Lose You / Hold On (Atlantic 2278)
- 1966 : I’ll Make You Happy / The Clown  (Capitol 5621)
- 1967 : The Biggest Man / Never Love A Robin (Dynamo 101)
- 1967 : Words Can Never Tell It / How Can I Be Anything (Dynamo 105)
- 1967 : Complete Man / Searchin’ For My Love (Dynamo 110)
- 1967 : I Need A Woman Of My Own / Searchin’ For My Baby (Lookin’ Everywhere) (Dynamo 113)
- 1968 : Born Free / Just A Little Taste (Of Your Sweet Lovin’) (Dynamo 124)
- 1976 : Loving On The Losing Side / Sunshine Girl (Private Stock 45,115)
- 1981 : Oh No Not My Baby / Human (Collectables Col 030077)

#### Singles britanniques
- 1972 : Mind Body and Soul / One Mountain to Climb (Polydor 236)
- 1975 : Crackin' Up / Get Out (Spark 1132)
- 1976 : Loving on the Losing Side / Sunshine Girl (Spark 1146)
- 1976 : One Fine Morning / Sign on the Dotted Line / Loving You (Spark 1148)